# Муніципальний округ 72
59°52′00″ пн. ш. 30°24′00″ сх. д. / 59.86667° пн. ш. 30.4° сх. д.
Муніципальний округ 72 (рос. Муниципальный округ № 72) — муніципальний округ у Фрунзенському районі, один із вісімдесяти одного нижчого муніципального утворення міста федерального значення Санкт-Петербург, Росія. За даними перепису 2010 року, його населення становило 68 333.

## Межа
На півночі вздовж вулиці Біла Куна з 71 муніципальним районом Санкт-Петербурга (Волковське), а на сході лежить вздовж Московської залізниці з Невським районом. На півдні лежить уздовж Південного шосе з 75-м муніципальним районом Санкт-Петербурга, а на заході вздовж вулиці Бухарестської з муніципальним районом № 73 (Купчино)